# Arctostaphylos mewukka
Arctostaphylos mewukka es una especie de Arctostaphylos, familia Ericaceae, conocida con el nombre común de manzanita india.

## Descripción
Arctostaphylos mewukka es un arbusto en su mayoría sin pelo que crece a alturas entre 1 y 4 metros, con o sin un nudo en la base. Las hojas son de forma variable, desde casi redondas hasta ampliamente lanceoladas, de hasta 7 centímetros de largo, y de textura opaca, lisa y a veces cerosa. La inflorescencia es un racimo suelto de flores de manzanita en forma de urna. El fruto es una drupa esférica de color marrón rojizo oscuro de hasta 1,6 centímetros de ancho.

## Distribución
Arctostaphylos mewukka es endémico de la Sierra Nevada de California, donde crece en el chaparral de montaña en los bosques templados de coníferas de la cordillera.